# Liste der Nummer-eins-Hits in Norwegen (1994)
Diese Liste enthält alle Nummer-eins-Hits in Norwegen im Jahr 1994. Es gab in diesem Jahr zehn Nummer-eins-Singles und 20 Nummer-eins-Alben.
| Singles | Alben |
| --- | --- |
| - Bryan Adams – Please Forgive Me - 4 Wochen (50/1993 – 1/1994) - Aerosmith – Cryin' - 1 Woche (2/1994) - Bryan Adams, Rod Stewart & Sting – All for Love - 6 Wochen (3/1994 – 8/1994) - Sissel Kyrkjebø – Se ilden lyse - 3 Wochen (9/1994 – 11/1994) - Enigma – Return to Innocence - 3 Wochen (12/1994 – 14/1994) - Bruce Springsteen – Streets of Philadelphia - 6 Wochen (15/1994 – 20/1994) - Beck – Loser - 3 Wochen (21/1994 – 23/1994) - Crash Test Dummies – Mmm Mmm Mmm Mmm - 6 Wochen (24/1994 – 29/1994) - Wet Wet Wet – Love Is All Around - 11 Wochen (30/1994 – 40/1994) - Rednex – Cotton Eye Joe - 14 Wochen (41/1994 – 2/1995) | - Verschiedene Interpreten – Absolute Music 9 - 5 Wochen (50/1993 – 2/1994) - Verschiedene Interpreten – Dance Collection 6 - 1 Woche (3/1994) - Prima Vera – Absolute Prima Vera - 1 Woche (4/1994) - Trine Rein – Finders, Keepers - 5 Wochen (5/1994 – 9/1994) - Manfred Mann’s Earth Band – Blinded By The Light – The Very Best Of - 1 Woche (10/1994) - Sissel Kyrkjebø – Innerst i sjelen - 2 Wochen (11/1994 – 12/1994) - Dance with a Stranger – Look What You've Done - 2 Wochen (13/1994 – 14/1994) - Pink Floyd – The Division Bell - 5 Wochen (15/1994 – 19/1994) - Verschiedene Interpreten – Absolute Music 10 - 4 Wochen (20/1994 – 23/1994) - Verschiedene Interpreten – Absolute Champions - 4 Wochen (24/1994 – 27/1994) - Verschiedene Interpreten – Mega Dance 3 - 1 Woche (28/1994) - Lisa Ekdahl – Lisa Ekdahl - 1 Woche (29/1994, insgesamt 3 Wochen) - Billy Joel – Greatest Hits - 5 Wochen (30/1994 – 34/1994) - Lisa Ekdahl – Lisa Ekdahl - 2 Wochen (35/1994 – 36/1994, insgesamt 3 Wochen) - Hanne Boel – Misty Paradise - 2 Wochen (37/1994 – 38/1994) - Verschiedene Interpreten – Absolute Music 11 - 3 Wochen (39/1994 – 41/1994) - The September When – Hugger Mugger - 4 Wochen (42/1994 – 45/1994) - Øystein Sunde – Du må'kke komme her og komme her - 2 Wochen (46/1994 – 47/1994) - Verschiedene Interpreten – Mega Dance 4 - 1 Woche (48/1994) - Verschiedene Interpreten – Absolute Music 12 - 3 Wochen (49/1994 – 51/1994) - Travellin' Strawberries – The Julekalender - 2 Wochen (52/1994 – 1/1995) |
| | |

Siehe auch: Nummer-eins-Hits 1994 in  Australien, Belgien, Dänemark, Deutschland, Finnland, Frankreich, Irland, Italien, Japan, Kanada, Neuseeland, den Niederlanden, Österreich, Schweden, der Schweiz, Spanien, Ungarn, den Vereinigten Staaten und im Vereinigten Königreich.